# توماس وايتهيد
توماس وايتهيد (31 مارس 1853 - 2 نوفمبر 1937) (بالإنجليزية: Thomas Whitehead)‏ هو لاعب كريكت بريطاني (وحمل سابقاً جنسية المملكة المتحدة لبريطانيا العظمى وأيرلندا).

## وصلات خارجية
- توماس وايتهيد على موقع إي آس بي آن كريك إنفو (الإنجليزية)